# Rue du Landreau
La rue du Landreau est une voie nantaise.

## Situation et accès
Située dans le quartier Doulon - Bottière, cette artère de 1,1 km part de la route de Sainte-Luce pour aboutir rue de la Colinière.

## Historique
La rue formait avant la Révolution une partie de la limite sud de domaine seigneurial du château de la Colinière. Beaucoup plus large qu'elle ne l'est aujourd'hui sur une bonne partie de son tracé, elle traversait plusieurs lieux-dits constitués essentiellement de jardins et de prairies : la Petite Colinière (vers la route de Sainte-Luce), le Bas Landreau et le Haut Landreau (près de l'entrée du château].
En 1824, le château de la Colinère devient une annexe du lycée de Nantes, et est alors utilisé comme lieu de promenade pour les élèves placés en internat.
En 1874, la ligne ferroviaire de Nantes à Châteaubriant traverse la rue à hauteur du Bas Landreau, grâce à un passage à niveau, le PN 310. Sept ans plus tard, en 1881, ce passage est aussi emprunté par la ligne Nantes - Segré.
Les bâtiments de la rue Georges-Clemenceau ayant été endommagé par les bombardements de 1943, l'administration du lycée de Nantes s'installe temporairement au château de la Colinière.
Celui-ci est finalement rasé en 1963 pour laisser place au lycée du même nom, dont la construction entamée en 1957 s'achève en 1962 ; l'adresse postale de l'établissement est au no 129 de la rue.
En 1982, les services casier judiciaire national automatisé s'installent dans un immeuble construit à cet effet au no 107, remplaçant celui qu'ils occupaient dans le centre-ville depuis 1966 au 23, allée d'Orléans.
En 1985, la ligne 1 du tramway dessert également la rue avec une station Landreau située au niveau du PN 310.
Au début des années 1980, une plaine de jeux est aménagée sur un ancien marécage appartenant jusqu'alors au lycée Clemenceau. Cet ensemble dispose de terrain de hockey sur gazon, de courts de tennis et d'un patinodrome défié à la pratique du Roller et qui accueillit entre le 8 et 10 juillet 1983 les IVe Championnats d'Europe des jeunes de course de Patinage à roulettes sur piste.
En 1987, le lycée et collège de Bretagne, établissement catholique privé, quittant ses anciens locaux de la rue Gaston-Turpin devenus trop étroits, vient s'installer au no 15 de la rue (ancienne « Petite Colinière ») dans un ancien couvent des prémontrés.
En 1989, une deuxième entrée pour le lycée la Colinière est aménagée le long de la ligne de chemin de fer Nantes-Carquefou, au niveau de la station de tramway Landreau.

## Source
- Noël Guillet, La Colinière : Une famille : les « Charette » et leur château - Une maison de quartier - Un lycée, Chantonnay, Association Doulon-histoire, octobre 2004, 172 p. (ISBN 2-908289-28-8)